# SLAM Pampero
El SLAM Pampero es un lanzacohetes múltiple argentino diseñado en la década de 1980 por el entonces CITEFA (actual CITEDEF), para el Ejército Argentino, actualmente en servicio.
Fue desarrollado por CITEFA entre 1980 y 1983 y luego producido por Fabricaciones Militares (DGFM o  bien FM) durante la segunda mitad de la década de 1980, en la Fábrica Militar Fray Luis Beltrán, en la ciudad de Rosario, provincia de Santa Fe. Es un lanzador de 16 tubos montado en un camión 4×4 Unimog 416, dispara cohetes Pampero de 105 milímetros, también desarrollados por CITEFA, los cuales pueden ser armados con diferentes cabezas de guerra, fueron construidos cinco ejemplares para el año 1983.
De los cinco uno fue el prototipo, los otros cuatro continúan en servicio en el Grupo de Artillería de Sistemas de Lanzadores Múltiples 601, ubicado en la ciudad de Junín, provincia de Buenos Aires, será reemplazado por el CP-30, que dispara tanto cohetes Pampero de 105 milímetros, como CP-30 y SABPA de 127 milímetros. En octubre de 2012 fue probado con éxito por su unidad correspondiente en las Salinas del Bebedero, provincia de San Luis.

### Desarrollos relacionados
- CP-30
- SABPA
- TAM VCLC
- VCA Palmaria

### Armas similares
- M270 MLRS
- Katiusha

### Listas relacionadas
- Anexo:Equipamiento del Ejército Argentino